# میرعبدالرحیم دکنی
میرعبدالحمید یا میرعبدالرحیم دکنی ملقّب به معصوم‌علیشاه، از مریدان شاه سیّد علیرضا دکنی (رضاعلیشاه دکنی) بوده‌است. محلّ و تاریخ تولّد وی تنها در تذکرهٔ شمس التواریخ تألیف اسدالله ایزدگشسب (درویش ناصرعلی) درج شده و در این تذکره آمده‌است: «مولدش حیدرآباد دکن و سال تولّدش را لفظ ذوالقرنین گفته‌اند که ۱۱۴۷ [قمری] باشد.» در سال ۱۱۹۴ قمری از طرف قطب سلسله نعمت‌اللهی شاه سیّد علیرضا دکنی (رضاعلیشاه دکنی) با منصب شیخ‌المشایخ مأمور عزیمت به ایران و دستگیری طالبان این دیار گردید. پس از عزیمت به ایران چندی در شیراز اقامت کرد و در همان شهر فیض‌علیشاه و نورعلیشاه اول به حلقهٔ اردتمندانش پیوستند و پس از چندی با اجازه‌ای که از طرف شاه سیّد علیرضا دکنی (رضاعلیشاه دکنی) داشت نورعلیشاه اول را به عنوان جانشین خود و شیخ‌المشایخ شاه سیّد علیرضا دکنی (رضاعلیشاه دکنی) برگزید و مسئولیت امور ایران را به وی محوّل کرد. پس از اندک زمانی به سعایت برخی افراد، از طرف کریم خان زند نفی بلد شد و به همین دلیل به همراه چند تن از ارادتمندانش به اصفهان رفت. دوران اقامتش در اصفهان نیز به طول نینجامید و از آنجا به همراه برخی از دوستداران به خراسان و زیارت بارگاه امام علی بن موسی الرضا رفت. سپس به هرات و از آنجا به زابل و کابل و هندوستان عزیمت کرد و پس از مدّتی به ایران بازگشت و از ایران به نجف و از آنجا به کربلا مهاجرت کرد و در این شهر ساکن شد. باز به دلیل اغوای عدّه‌ای مجبور به ترک کربلا شد و قصد سفر مشهد کرد. در راه خراسان وقتی به کرمانشاه رسید به دستور آقا محمدعلی بهبهانی محبوس شد. پس از چندی به نیروی ابراهیم‌خان شیرازی و همکاری حاکم کرمانشاه وی را در سال ۱۲۱۲ قمری به روایتی در رود قره‌سو غرق کردند. البته حاج زین‌العابدین شیروانی مستعلیشاه صاحب کتاب بستان السیاحه در خصوص کیفیّت شهادت معصوم‌علیشاه و محلّ دفن وی در ادامه می‌نویسد: «[...] از جمعی معتبران کرمانشاهان و غیره استماع نموده و بعضی از ایشان که ملازم آقامحمّدعلی بودند بیان می‌نمودند که آن حضرت را در باغ عرش برین شهید کرده[،] در همان‌جا که اکنون عمارتست مدفون کردند و در این باب اصرار داشتند و می‌گفتند که دفن آن حضرت در مقام مذکور شبهه نیست.»
نام و بعضاً شرح حال معصوم‌علیشاه دکنی در برخی از تذکره‌ها و متون عرفانی پس از قاجار، نظیر بستان السیاحه اثر حاج زین‌العابدین شیروانی مستعلیشاه، ریاض العارفین تألیف رضاقلی‌خان هدایت، طرایق الحقایق  اثر نایب الصّدر شیرازی و شمس التواریخ اثر شیخ اسدالله ایزدگشسب در ضمن ذکر بزرگان سلسله نعمت‌اللهی آمده‌است.